# Proba

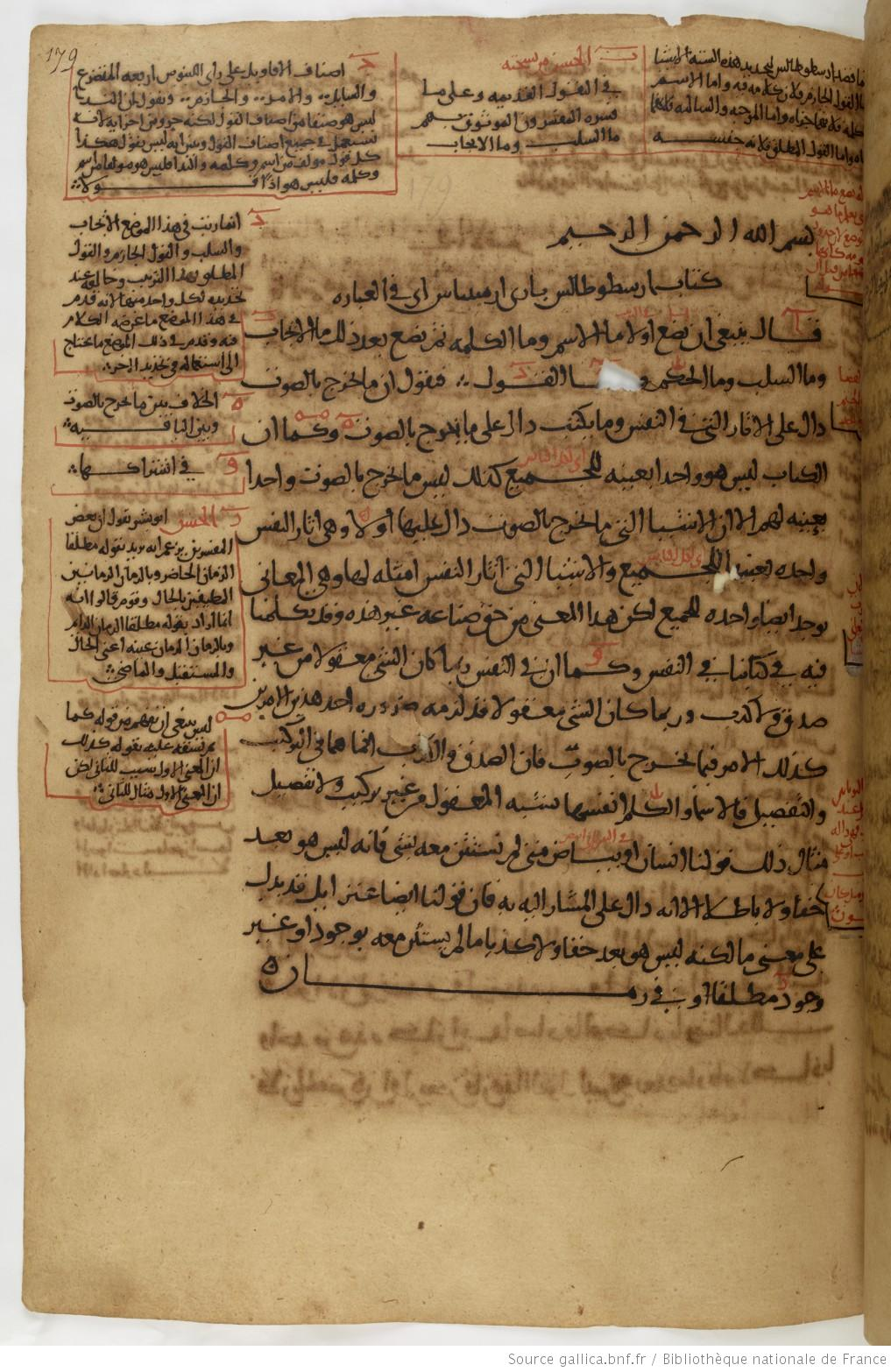
Sull'Interpretazione di Aristotele. Copia in arabo (prob. X sec.)

Proba (Prôḇā; fl. VI secolo) è stato uno scrittore e traduttore siro.

## Biografia
Non si conosce nulla della sua vita. Proba è oggi ricordato per il suo commento a De Interpretatione (Sull'interpretazione), una delle opere che compongono l'Organon di Aristotele, che costituisce il primo trattato di logica aristotelica in siriaco del quale conosciamo il nome dell'autore. 
Anticipò la molto più abbondante opera dei grandi scrittori, traduttori e commentatori siri del VI secolo, come Sergio di Reshaina e Paolo il Persiano. 
Fu soprattutto attraverso le traduzioni e i commenti in siriaco che venne trasmesso agli Arabi il sapere dei filosofi greci.